# Sarcodexia
Genre
Sarcodexia est un genre de mouches de la famille des Sarcophagidae.

## Systématique
Le genre Sarcodexia a été créé en 1892 par l'entomologiste américain Charles Henry Tyler Townsend (1863-1944) avec pour espèce type Sarcodexia sternodontis qui s'est avéré ultérieurement synonyme de Sarcodexia innota décrite en 1861.

## Liste des espèces
Selon BioLib (4 mai 2022) et ITIS (4 mai 2022) :
- Sarcodexia biseriata (Aldrich, 1916)
- Sarcodexia innota (Walker, 1861)
- Sarcodexia servilis (Aldrich, 1916)
- Sarcodexia welchi (Hall, 1930)

Selon NCBI (4 mai 2022) :
- Sarcodexia lambens (Wiedemann, 1830)